# Кос Бегон
Кос Бегон (фр. Causse-Bégon) насеље је и општина у јужној Француској у региону Лангдок-Русијон, у департману Гар која припада префектури Виган.
По подацима из 2011. године у општини је живело 10 становника, а густина насељености је износила 1,3 становника/km². Општина се простире на површини од 7,67 km². Налази се на средњој надморској висини од 865 метара (максималној 928 m, а минималној 513 m).

## Демографија
| 1962. | 1968. | 1975. | 1982. | 1990. | 1999. | 2011. |
| ----- | ----- | ----- | ----- | ----- | ----- | ----- |
| 26    | 34    | 32    | 32    | 23    | 23    | 10    |

График промене броја становника у току последњих година